# Certificato di lingua italiana
Het CELI, acroniem van Certificato di Lingua Italiana (Italiaans voor Certificaat voor de Italiaanse taal) is een certificaat dat de beheersing van de Italiaanse taal uitdrukt. De examens die nodig zijn om zo'n certificaat te behalen kunnen afgelegd worden aan de Universiteit voor buitenlanders in Perugia en bij de Italiaanse Cultuurinstituten buiten Italië.
Er zijn 5 verschillende niveaus van het CELI. In volgorde van moeilijkheid zijn dat:
- CELI 1
- CELI 2
- CELI 3
- CELI 4
- CELI 5.

Het Italiaanse Ministerie van Onderwijs, Universiteiten en Onderzoek heeft vastgesteld in de ministeriële circulaire nr. 39 dat CELI 3 voldoende is om zich aan een Italiaanse universiteit in te kunnen schrijven (met het voorbehoud dat de onderwijsinstellingen de vrijheid hebben zelf aanvullende eisen te stellen). In dezelfde circulaire werd bepaald dat alleen CELI 5 voldoende is om aan scholen en onderwijsinstellingen (zowel van de staat als privaat) in het Italiaans les te mogen geven.